# Дубровка (Лиозненский район)
Дубровка (бел. Дуброўка) — деревня в Лиозненском районе Витебской области Республики Беларусь. Входит в состав Лиозненского сельсовета. Находится в пригородной зоне посёлка Лиозно

## География
Находится при ручье Змейка,  в 1 км к югу от автомагистрали Р21 (Витебск — Лиозно — граница Российской Федерации), и в 1,5 км к востоку от деревни Слобода.
В Дубровке одна улица — Дубровская.

## История
Основана в 1930-е годы.

## Инфраструктура
Личное подсобное хозяйство.
Основа экономики — сельское хозяйство.

## Транспорт
Деревня доступна автотранспортом. Остановка общественного транспорта «Дубровка». В 2,5 км железнодорожная станция Лиозно на линии Витебск — Смоленск.